# Amt Beelen
Das Amt Beelen war bis 1974 ein Amt im damaligen Kreis Warendorf in Nordrhein-Westfalen. Der Sitz des Amtes befand sich in der Gemeinde Beelen.

## Geschichte
Im Rahmen der Einführung der Landgemeinde-Ordnung für die Provinz Westfalen wurde 1843 im Kreis Warendorf in der preußischen Provinz Westfalen das Amt Beelen gebildet. Es bestand aus den drei Gemeinden Beelen, Ostenfelde und Westkirchen.
Durch das Münster/Hamm-Gesetz wurde das Amt Beelen zum 31. Dezember 1974 aufgelöst. Rechtsnachfolgerin ist die Gemeinde Beelen, deren Abgrenzung unverändert blieb. Ostenfelde und Westkirchen wurden in die Gemeinde Ennigerloh eingegliedert. Die Gemeinden Ennigerloh und Beelen wurden Teil des heutigen Kreises Warendorf.

## Einwohnerentwicklung
| Jahr            | Einwohner |
| --------------- | --------- |
| 1858            | 4.640     |
| 1885            | 4.691     |
| 1910            | 4.985     |
| 1925            | 5.354     |
| 1939            | 5.519     |
| 1950            | 7.916     |
| 1974 (31. Dez.) | 9.047     |